# Begonte (kommunhuvudort)
Begonte är en kommunhuvudort i Spanien.   Den ligger i provinsen Provincia de Lugo och regionen Galicien, i den nordvästra delen av landet, 400 km nordväst om huvudstaden Madrid. Begonte ligger 397 meter över havet och antalet invånare är 3 675.
Terrängen runt Begonte är platt åt nordost, men åt sydväst är den kuperad. Begonte ligger nere i en dal. Runt Begonte är det ganska glesbefolkat, med 36 invånare per kvadratkilometer. Närmaste större samhälle är Lugo, 18,9 km sydost om Begonte. Omgivningarna runt Begonte är en mosaik av jordbruksmark och naturlig växtlighet.